# La Terraza
La Terraza es un edificio modernista situado en la ciudad de Sada, provincia de La Coruña. 

## Historia
Proyecto era del arquitecto Antonio De Mesa, fue levantado originalmente en La Coruña, donde se abrió al público el 1 de julio de 1922 en los Jardines de Méndez Núñez, en sustitución de los antiguos quioscos de bebidas y golosinas del puerto. La construcción surgió en la zona por aquel entonces conocida por El Relleno, terrenos ganados al mar al ampliarse el muelle, donde estaba comenzando a conformarse una zona de ocio y paseo (en 1912 se había inaugurado el Kiosko Alfonso). 
La estructura original, una planta baja de unos 20 metros de fachada, se alargó hasta los treinta en posteriores reformas, contemplándose el techado de la terraza superior y la instalación de dos escaleras exteriores para su acceso en las fachadas laterales.
En 1920 se trasladó a su actual emplazamiento en el paseo marítimo de Sada, instalándose sobre un semisótano elevado un metro de la rasante, planeado como almacén, y añadiéndole en la fachada posterior un cuerpo de obra para instalar las cocinas y servicios. Esta fachada posterior quedaba mirando a la ría y elevada unos metros sobre el nivel de la playa. Posteriormente se efectuó un relleno que eliminó esta diferencia de alturas, dando actualmente al paseo marítimo. También se eliminaron las escaleras exteriores, sustituyéndose por otras interiores en la zona central del edificio.
Fue incoado un expediente para declarar a la terraza Monumento Histórico Artístico nacional por decreto publicado en el BOE con fecha de 4 de abril de 1975. No obstante, el expediente no culminaría: "El 14 de junio de 1975 el director de la Real Academia de Bellas Artes de San Fernando cuestionó la entidad del inmueble y recomendó su declaración, en su caso, con la categoría de monumento local o provincial. Tanto el Ayuntamiento de Sada como la Diputación Provincial de La Coruña se opusieron a tal declaración, principalmente por el elevado coste económico de su restauración, que se consideraba poco viable por la naturaleza del material de construcción y su estado de ruina". En 2018 se procedería nuevamente a incoar expediente para la declaración como bien de interés cultural, con la categoría de monumento.

## Características
La Terraza es un edificio modernista, según las corrientes imperantes en la época, construido principalmente en madera, hierro forjado y vidrio. Levantado en su ubicación definitiva en tres plantas, es simétrico respecto a su eje perpendicular a la fachada. Está inscrita dentro del estilo floral o vegetal, caracterizado por la profusión de elementos ornamentales de origen orgánico. Consta de un semisótano en obra, de mayor tamaño que el edificio en sí, al objeto de dotarlo de dos terrazas exteriores, añadido al trasladarse a su actual solar, utilizado como almacén y despensa; una planta baja que da 3,50 m de altura libre, donde se ubican las cocinas, el restaurante y la cafetería y una planta superior abovedada de 4 metros de altura, totalmente acristalada y diáfana, utilizada actualmente como sala de jazz. 

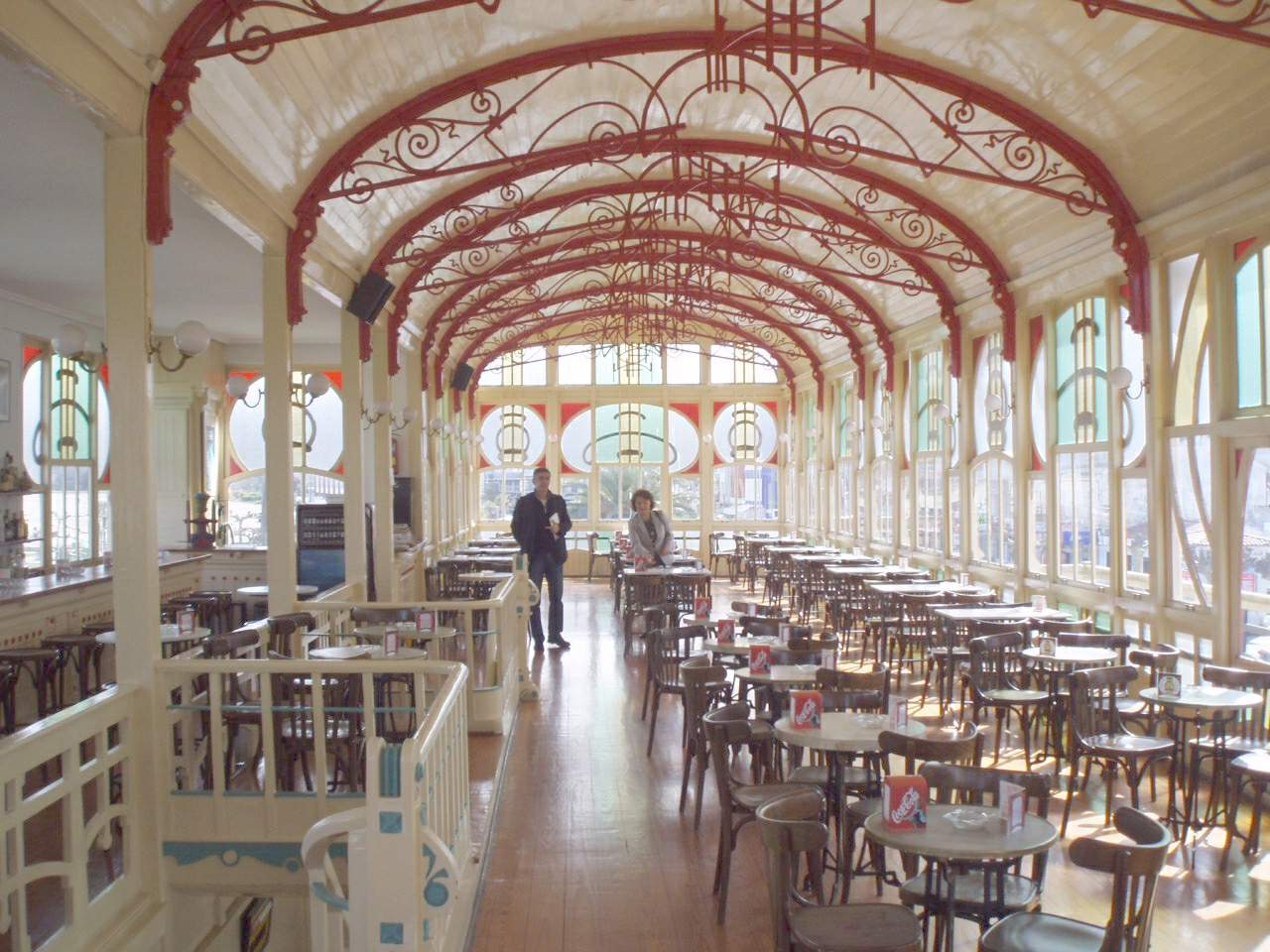
Interior.

Se levanta sobre pilares de madera, que sirven a la vez como sustento del edificio y como lugar de encaje de los distintos módulos que lo componen. Estos módulos constituyen la parte más característica, al ser una serie de ventanales en distintas medidas en madera y vidrio policromado que rodean por completo la planta alta y la mayor parte de la baja, confiriéndole un aspecto de invernadero que a la vez aísla y comunica el exterior, dotando a los salones de una luz inconfundible y serena. Se remata el edificio con una serie de cerchas forjadas, de clara inspiración art déco, con forma de cicloide. Estas estructuras sustentan la techumbre, en tiempos de lona embreada y sustituida en el momento del traslado por láminas de zinc. Otras modificaciones realizadas en el traslado, además de las citadas, fueron la instalación de un balcón central en el piso superior, la eliminación de los elementos de remate de los aleros y la instalación de unas columnas de hierro centrales en la planta baja, para ayudar a soportar el peso de la planta superior durante la época en que fue utilizada como sala de baile.
La Terraza ha llegado a constituir la imagen más representativa de Sada, ciudad en la que el estilo modernista estuvo representado por multitud de edificios, la mayor parte actualmente demolidos al carecer de protección, caídos bajo la especulación urbanística sufrida por la mayoría de las ciudades costeras.